# Not the Nine O'Clock News
Not the Nine O'Clock News  foi um seriado de televisão britânico transmitido pela BBC Two de 1979 a 1982, estrelando Rowan Atkinson, Pamela Stephenson, Mel Smith e Griff Rhys Jones. O show ganhou um Emmy Internacional e o Prêmio da Academia Britânica como melhor programa de entretenimento.